# Haliotis cracherodii
Haliotis cracherodii (em inglês black abalone) é uma espécie de molusco gastrópode marinho pertencente à família Haliotidae. Foi classificada por Leach, em 1814. É nativa do nordeste do oceano Pacífico, em águas rasas da costa oeste da América do Norte.
Abalones têm sido utilizados nesta área desde que o Homem chegou. Os americanos nativos comiam a carne de abalone, utilizando conchas inteiras como tigelas e pedaços de conchas para uso em anzóis, raspadores, miçangas, colares e decorações; até mesmo fazendo permutas com as conchas. Sete espécies são descritas na região: Haliotis corrugata, H. cracherodii, H. fulgens, H. kamtschatkana, H. rufescens, H. sorenseni e H. walallensis.

## Descrição da concha
Concha oval, curva e funda, com até 15 centímetros, de um marrom-avermelhado muito escuro, quase negro, ou de coloração azul ou esverdeada escura, às vezes laranja.
Possui uma superfície lisa, com visíveis linhas de crescimento. Os furos abertos na concha, geralmente de 5 a 9, são alinhados com a sua superfície e pequenos em diâmetro. Região interna da concha madreperolada, iridescente, com um brilho dourado e com reflexos em verde e rosa, tipicamente com nenhuma cicatriz muscular ou com cicatriz muscular central visível. Lábio externo se estendendo sobre a área madreperolada, normalmente formando uma borda com a mesma coloração escura de sua superfície. A concha desta espécie, em vida, pode ser recoberta por outros animais marinhos, como cracas; mas geralmente possui pouco ou nenhum crescimento de organismos sobre sua área externa.

## Distribuição geográfica
Haliotis cracherodii ocorre em águas rasas, da zona entremarés até profundidades de menos de 10 metros, e em áreas rochosas do nordeste do oceano Pacífico, de Coos Bay, no Oregon (Estados Unidos), até Cabo San Lucas, na península da Baixa Califórnia (no oeste do México). Os adultos têm uma grande tolerância para várias temperaturas.

## Pesca e conservação
Foi o menos desejado abalone norte-americano para o comércio e pesca pela indústria de alimentos dos Estados Unidos, agora protegido na Califórnia. Normalmente encontrado em grandes números, aglomerados próximos uns dos outros e, por vezes, com 2 ou 3 empilhados em cima uns dos outros, esta espécie fora abundante no início do século XX, durante o desaparecimento da lontra-marinha, tendo o seu comércio para alimentação se iniciado em 1968 e o seu declínio em meados da década de 1980, causado por uma síndrome cujo agente é uma bactéria denominada Candidatus Xenohaliotis californiensis, reduzindo suas populações em mais de 80%. Pescadores da costa sul da ilha de Santa Cruz fizeram a primeira observação desta doença em 1985. Desde então ela se espalhou por todas as ilhas do canal da Califórnia, para Monterey e para o México. Se manifesta por descoloração do epipodium, perda de apetite, grave perda de peso e atrofia do músculo do pé. Como consequência, o molusco perde a sua capacidade de aderência.